# 日本洞門
日本洞門（にほんどうもん）は兵庫県新温泉町の居組海岸にある鍾乳洞の海食洞。鍾乳日本洞門とも呼ばれる。山陰海岸国立公園および山陰海岸ジオパークに属する。

## 概要
洞門の幅7～8mはこの地域の海食洞としては小ぶりであるが、奥行きは82mと長大である。洞窟は釣鐘を伏せた形状で、第三紀地層の玄武岩質安山岩により形成される。石灰分を多く含む岩石であるため、洞窟内には鍾乳石や石灰皮膜ができている。 
東隣の亀山洞門とともに 鍾乳日本洞門・亀山洞門として町の文化財指定（1966年3月22日指定）を受けている。亀山洞門は日本洞門の東隣にあり、潮吹き洞門とも呼ばれる幅16m、高さ9m、奥行き28m、水深3mの海食洞である。

## 所在地
〒669-6751 兵庫県美方郡新温泉町居組字亀山 

## 交通アクセス
- 山陰本線 居組駅徒歩20分で居組港遊覧船乗り場

## 周辺
- 居組県民サンビーチ